# Putlitz
Putlitz település Németországban, azon belül Brandenburgban. Lakosainak száma 2589 fő (2023. december 31.).

## Népesség
A település népességének változása:
| Lakosok száma | 2707 | 2681 | 2633 | 2624 | 2589 |
|               | 2017 | 2019 | 2021 | 2022 | 2023 |